# Communauté d'agglomération du Grand Cognac
Grand Cognac est une communauté d'agglomération française située dans le département de la Charente et le Pays Ouest-Charente Pays du cognac.

## Historique
La communauté d'agglomération du Grand Cognac a été créée le 1er janvier 2017 par la fusion de quatre communautés de communes issues du Pays Ouest-Charente Pays du cognac à savoir celle du Grand Cognac (14 communes), celle de Grande Champagne (12 communes), celle de Jarnac (18 communes) et celle de la région de Châteauneuf (18 communes),.
Le 1er janvier 2017, également, les communes d'Éraville, de Malaville, de Nonaville, de Touzac et de Viville fusionnent pour constituer la commune nouvelle de Bellevigne.
Le 1er janvier 2019, les communes de Gondeville et de Mainxe fusionnent pour constituer la commune nouvelle de Mainxe-Gondeville.
Le 1er janvier 2021, les communes de Mosnac et de Saint-Simeux fusionnent pour former la commune nouvelle de Mosnac-Saint-Simeux.
Le 1er janvier 2022, les communes d'Ambleville et de Lignières-Sonneville fusionnent pour former la commune nouvelle de Lignières-Ambleville.
Le 1er janvier 2024, les communes de Cherves-Richemont et de Saint-Sulpice-de-Cognac fusionnent pour former la commune nouvelle de Val-de-Cognac.

## Géographie

### Géographie physique
Située à l'ouest  du département de la Charente, la communauté d'agglomération du Grand Cognac regroupe 54 communes et présente une superficie de 754,3 km2.

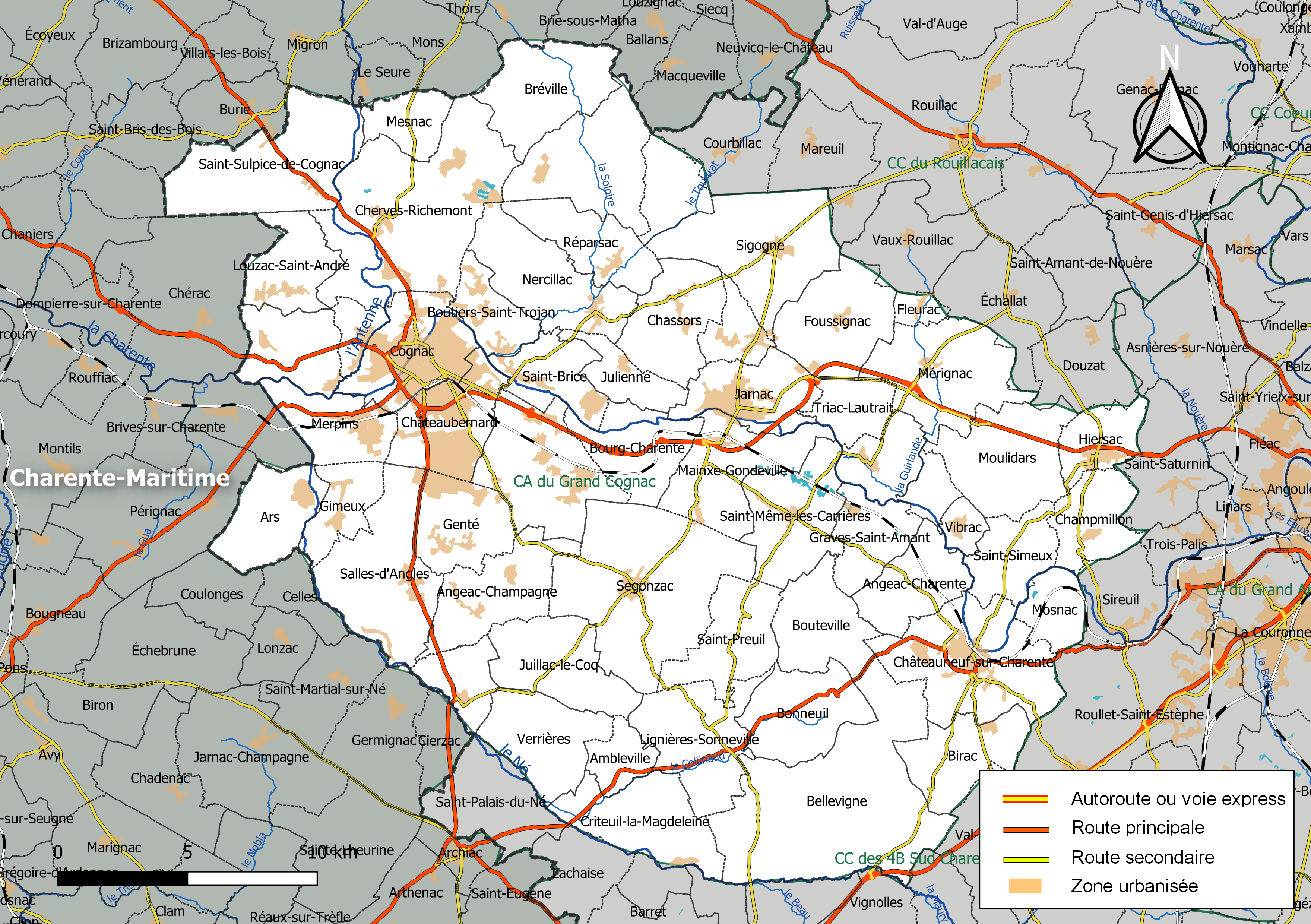
Carte de la communauté d'agglomération du Grand Cognac au 1er janvier 2019.

### Composition

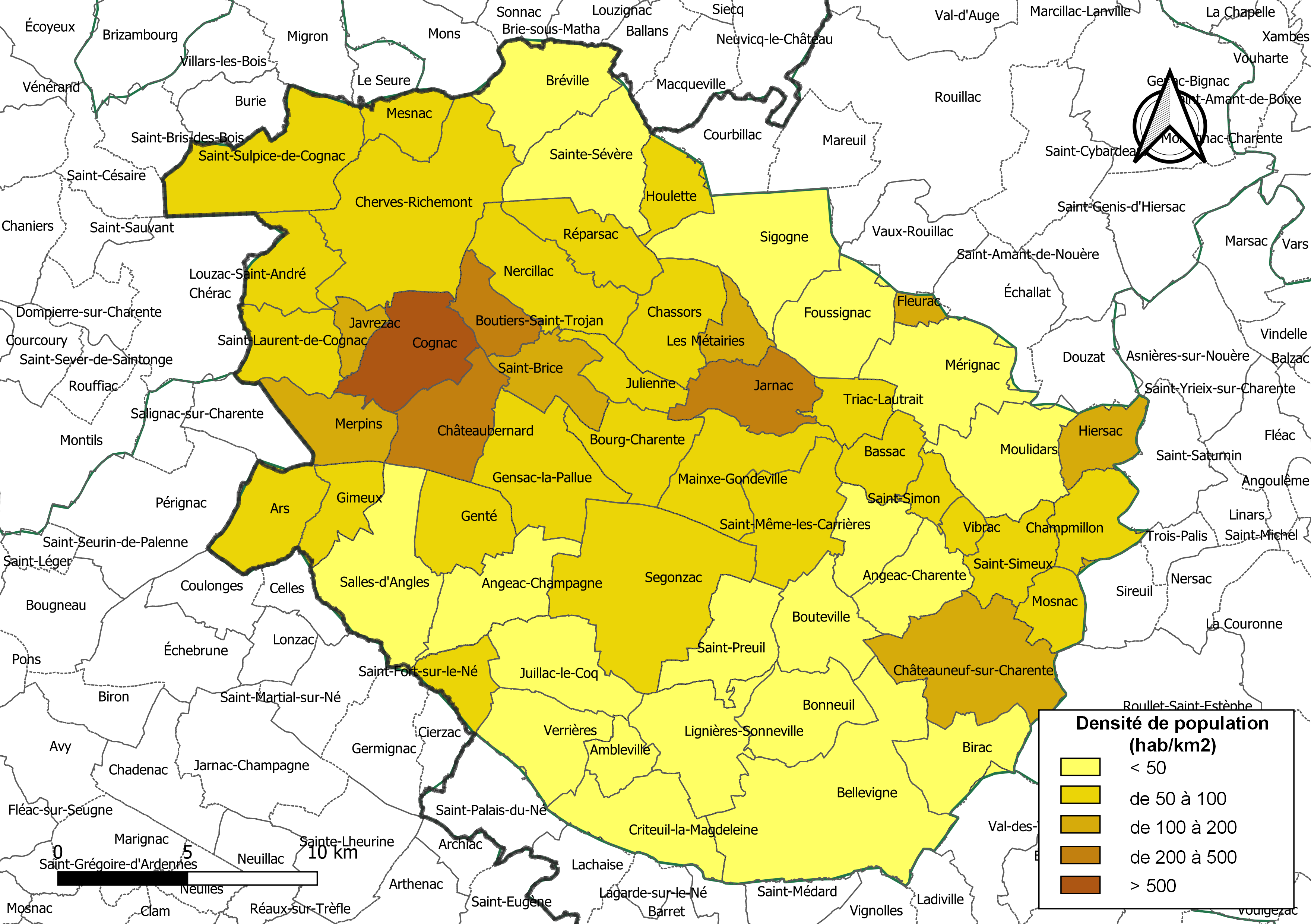
Carte des densités de population (millésimée 2016) des communes de la communauté d'agglomération du Grand Cognac. Composition en communes au 1er janvier 2019.

La communauté d'agglomération est composée des 54 communes suivantes :

| Nom                      | Code Insee | Gentilé              | Superficie (km2) | Population (dernière pop. légale) | Densité (hab./km2) |
| ------------------------ | ---------- | -------------------- | ---------------- | --------------------------------- | ------------------ |
| Cognac (siège)           | 16102      | Cognaçais            | 15,5             | 18 466 (2022)                     | 1 191              |
| Angeac-Champagne         | 16012      | Angeacais            | 14,27            | 496 (2022)                        | 35                 |
| Angeac-Charente          | 16013      | Angeacais            | 10,81            | 296 (2022)                        | 27                 |
| Ars                      | 16018      | Arsois               | 11,4             | 689 (2022)                        | 60                 |
| Bassac                   | 16032      | Bassacois            | 7,62             | 522 (2022)                        | 69                 |
| Bellevigne               | 16204      |                      | 43,77            | 1 274 (2022)                      | 29                 |
| Birac                    | 16045      | Biracais             | 11,84            | 368 (2022)                        | 31                 |
| Bonneuil                 | 16050      | Bonneuillais         | 13,58            | 248 (2022)                        | 18                 |
| Bourg-Charente           | 16056      | Bourgeois            | 12,02            | 885 (2022)                        | 74                 |
| Bouteville               | 16057      | Boutevillois         | 12,07            | 330 (2022)                        | 27                 |
| Boutiers-Saint-Trojan    | 16058      | Boutiérois           | 7,13             | 1 393 (2022)                      | 195                |
| Bréville                 | 16060      | Brévillois           | 15,39            | 440 (2022)                        | 29                 |
| Champmillon              | 16077      | Champmillonnais      | 9,51             | 525 (2022)                        | 55                 |
| Chassors                 | 16088      | Capsortiens          | 13,21            | 1 103 (2022)                      | 83                 |
| Châteaubernard           | 16089      | Castelbernardins     | 13,31            | 3 793 (2022)                      | 285                |
| Châteauneuf-sur-Charente | 16090      | Castelnoviens        | 24,02            | 3 562 (2022)                      | 148                |
| Criteuil-la-Magdeleine   | 16116      | Criteuillois         | 15,19            | 403 (2022)                        | 27                 |
| Fleurac                  | 16139      | Fleuracois           | 2,17             | 220 (2022)                        | 101                |
| Foussignac               | 16145      | Foussignacais        | 15,14            | 656 (2022)                        | 43                 |
| Gensac-la-Pallue         | 16150      | Gensacais            | 19,23            | 1 614 (2022)                      | 84                 |
| Genté                    | 16151      | Gentéens             | 11,59            | 929 (2022)                        | 80                 |
| Gimeux                   | 16152      | Gimeusiens           | 7,4              | 727 (2022)                        | 98                 |
| Graves-Saint-Amant       | 16297      | Gravois              | 8,99             | 328 (2022)                        | 36                 |
| Hiersac                  | 16163      | Hiersacais           | 7,36             | 1 150 (2022)                      | 156                |
| Houlette                 | 16165      | Houlettois           | 7,15             | 395 (2022)                        | 55                 |
| Jarnac                   | 16167      | Jarnacais            | 11,99            | 4 478 (2022)                      | 373                |
| Javrezac                 | 16169      | Javrezacais          | 3,66             | 581 (2022)                        | 159                |
| Juillac-le-Coq           | 16171      | Juillacais           | 14,54            | 655 (2022)                        | 45                 |
| Julienne                 | 16174      | Juliennois           | 6,3              | 540 (2022)                        | 86                 |
| Lignières-Ambleville     | 16186      |                      | 21,45            | 704 (2022)                        | 33                 |
| Louzac-Saint-André       | 16193      | Louzacais Andrésiens | 10,04            | 964 (2022)                        | 96                 |
| Mainxe-Gondeville        | 16153      |                      | 15,56            | 1 184 (2022)                      | 76                 |
| Mérignac                 | 16216      | Mérignacais          | 18,51            | 812 (2022)                        | 44                 |
| Merpins                  | 16217      | Merpinois            | 10,46            | 1 082 (2022)                      | 103                |
| Mesnac                   | 16218      | Mesnacais            | 6,51             | 408 (2022)                        | 63                 |
| Les Métairies            | 16220      |                      | 5,18             | 714 (2022)                        | 138                |
| Mosnac-Saint-Simeux      | 16233      | Simonacois           | 15,73            | 967 (2022)                        | 61                 |
| Moulidars                | 16234      | Montliardais         | 17,17            | 664 (2022)                        | 39                 |
| Nercillac                | 16243      | Nercillacais         | 16,35            | 1 036 (2022)                      | 63                 |
| Réparsac                 | 16277      | Réparsacais          | 11,06            | 617 (2022)                        | 56                 |
| Saint-Brice              | 16304      | Saint-Briçois        | 9,3              | 969 (2022)                        | 104                |
| Saint-Fort-sur-le-Né     | 16316      | Saint-Fortais        | 6,8              | 380 (2022)                        | 56                 |
| Saint-Laurent-de-Cognac  | 16330      | Saint-Laurentais     | 10,87            | 832 (2022)                        | 77                 |
| Saint-Même-les-Carrières | 16340      | Saint-Mémiens        | 15,14            | 1 029 (2022)                      | 68                 |
| Saint-Preuil             | 16343      | Saint-Preuillais     | 12,39            | 302 (2022)                        | 24                 |
| Saint-Simon              | 16352      | Saint-Simoniens      | 3,77             | 229 (2022)                        | 61                 |
| Sainte-Sévère            | 16349      | Sévériens            | 18,31            | 509 (2022)                        | 28                 |
| Salles-d'Angles          | 16359      | Salléens             | 21,8             | 1 007 (2022)                      | 46                 |
| Segonzac                 | 16366      | Segonzacois          | 35,19            | 2 093 (2022)                      | 59                 |
| Sigogne                  | 16369      | Sigognois            | 22,16            | 965 (2022)                        | 44                 |
| Triac-Lautrait           | 16387      | Trilautins           | 6,4              | 462 (2022)                        | 72                 |
| Val-de-Cognac            | 16097      |                      | 61,76            | 3 455 (2022)                      | 56                 |
| Verrières                | 16399      | Verriérois           | 13,37            | 321 (2022)                        | 24                 |
| Vibrac                   | 16402      | Vibracais            | 2,82             | 294 (2022)                        | 104                |

### Démographie
| 1968   | 1975   | 1982   | 1990   | 1999   | 2010   | 2015   | 2021   |
| ------ | ------ | ------ | ------ | ------ | ------ | ------ | ------ |
| 68 025 | 70 546 | 69 786 | 70 312 | 69 214 | 69 870 | 69 833 | 68 951 |

## Administration

### Siège
Le siège de la communauté d'agglomération est situé  6 rue de Valdepeñas, Cognac.

### Les élus
Le conseil communautaire de la communauté d'agglomération se compose de 89 conseillers, représentant chacune des communes membres et élus pour une durée de six ans.
Ils sont répartis comme suit :
| Nombre de conseillers | Communes                                            |
| --------------------- | --------------------------------------------------- |
| 21                    | Cognac                                              |
| 5                     | Jarnac                                              |
| 4                     | Châteaubernard, Châteauneuf-sur-Charente            |
| 3                     | Val-de-Cognac                                       |
| 2                     | Lignières-Ambleville, Mosnac-Saint-Simeux, Segonzac |
| 1 (+1 suppléant)      | les 46 autres communes                              |

### Présidence
| Période       | Période                   | Identité          | Étiquette     | Qualité                                                                        |
| ------------- | ------------------------- | ----------------- | ------------- | ------------------------------------------------------------------------------ |
| janvier 2017, | décembre 2017 (démission) | Michel Gourinchas | DVG ex-PS     | Maire de Cognac (2008 → 2020)                                                  |
| décembre 2017 | En cours                  | Jérôme Sourisseau | Divers centre | Maire de Bourg-Charente (2008 → ) Conseiller départemental du canton de Jarnac |

### Régime fiscal et budget
Le régime fiscal de la communauté d'agglomération est la fiscalité professionnelle unique (FPU).